# 舊埃真西 (蒙大拿州)
舊埃真西（英語：Old Agency）是位於美國蒙大拿州桑德斯縣的普查規定居民點。

## 人口
根據2020年美國人口普查的數據，舊埃真西的面積為1.70平方千米，當中陸地面積為1.46平方千米，而水域面積為0.24平方千米。當地共有人口81人，而人口密度為每平方千米47.65人。